# Matt Macey
Matthew Ryan Macey (sinh 9 tháng 9 năm 1994) là cầu thủ bóng đá người Anh đang thi đấu cho câu lạc bộ Luton Town ở vị trí thủ môn.